# Katastrofa lotu Hewa Bora Airways 952
Katastrofa lotu Hewa Bora Airways 952 – katastrofa samolotu pasażerskiego w Demokratycznej Republice Konga, wykonującego regularny lot pasażerski ze stolicy kraju Kinszasy do Kisangani. W dniu 8 lipca 2011 r., był jak zwykle obsługiwany przez jedyny nadal czynny egzemplarz Boeinga 727 linii lotniczej Hewa Bora Airways, nr rejestracji 9Q-COP. Wiekowy samolot rozbił się podczas lądowania w Kisangani. W katastrofie zginęły 74 osoby ze 118 na pokładzie.

## Samolot
Samolot, który uległ katastrofie to Boeing 727-030(WL) (nr seryjny 18933, nr rejestracyjny 9Q-COP). Został wyprodukowany w 1965 roku, a więc w chwili katastrofy miał 46 lat.

## Przebieg lotu
Boeing 727 linii Hewa Bora Airways wystartował z lotniska w Kinszasie o godzinie 12:00, z planowanym czasem lądowania - 14:50. Maszyna podchodziła do lądowania, ale nie dotarła do progu drogi startowej, w trakcie lądowania panowały niekorzystne warunki meteorologiczne. Według wstępnego dochodzenia samolot przyziemił 200 metrów przed progiem pasa startowego i stanął w płomieniach.